# إيروس ريشيو
،
إيروس ريشيو ، باللغة الإيطالية Eros Riccio  ،(لوكا، إيطاليا، 1 ديسمبر 1977) هو لاعب شطرنج إيطالي . غراند ماستر المراسلات الشطرنج، هو بطل للعالم في الشطرنج المراسلات FICGS ومؤلف كتاب الشخصية من فتحات الشطرنج، ودعا Sikanda. و "الأكثر شهرة باعتباره بطل الشطرنج متقدمة. وبعد الفوز في بطولة حرة الثامنة PAL / CSS (2008)، برعاية "مجموعة PAL" أبوظبي (الإمارات العربية المتحدة)، فاز بالعديد من بطولات الشطرنج التي شارك فيها.

## روابط خارجية
- إيروس ريشيو على موقع الاتحاد الدولي للشطرنج (الإنجليزية)
- إيروس ريشيو على موقع مباريات الشطرنج (الإنجليزية)
- إيروس ريشيو على موقع 365Chess.com (الإنجليزية)
- إيروس ريشيو على موقع Chesstempo.com (الإنجليزية)
- إيروس ريشيو على موقع اتحاد المراسلات الدولية للشطرنج (الإنجليزية)